# Prišla i govorju (film)
Prišla i govorju (in russo Пришла и говорю?) è un film del 1985 diretto da Naum Ardašnikov ed interpretato da Alla Pugačëva.

## Colonna sonora
- Mne sud'ba takaja vypala (testo: Il'ja Reznik – musica: Alla Pugačëva)
- Prišla i govorju (testo: Bella Achmadulina – musica: Alla Pugačëva)
- Tol'ko v kino (testo: Il'ja Reznik – musica: Alla Pugačëva)
- Terema (testo: Boris Vachnjuk – musica: Alla Pugačëva)
- Gonka (testo: Boris Barkas – musica: Alla Pugačëva)
- Vsë mogut koroli (testo: Leonid Derbenëv – musica: Boris Ryčkov)
- Kanatochodka (testo: Il'ja Reznik – musica: Alla Pugačëva)
- Koški (Alla Pugačëva)
- Ustalost' (testo: Il'ja Reznik – musica: Alla Pugačëva)
- XX vek (testo: Il'ja Reznik, Osip Mandel'štam – musica: Igor' Nikolaev)
- Samolëty uletajut (Alla Pugačëva)
- Okraina (testo: Il'ja Reznik – musica: Alla Pugačëva)
- Svjataja lož' (testo: Diomid Kostjurin – musica: Alla Pugačëva)
- Ivan Ivanyč (testo: Il'ja Reznik – musica: Alla Pugačëva)
- Rečen'ka (canto popolare)
- Kogda ja ujdu (testo: Il'ja Reznik – musica: Alla Pugačëva)

## Accoglienza
Il film è stato accolto con recensioni negative dalla stampa specializzata, nonostante sia stato popolare tra il pubblico.